# Ondrej Roman
Ondrej Roman (3. března 1912 – ?), uváděný také jako Andrij Roman (ukrajinsky Андрій Роман), byl slovenský fotbalový útočník.

## Hráčská kariéra
V československé lize hrál za SK Židenice (původní název Zbrojovky Brno) a SK Rusj Užhorod, vstřelil jednu prvoligovou branku. Za SK Rusj nastupoval v letech 1928–1936 také jeho bratr Vladimír Roman (ukrajinsky Володимир Роман/Volodymyr Roman).

### Prvoligová bilance
| Ročník             | Zápasy | Góly | Minuty | Klub            |
| ------------------ | ------ | ---- | ------ | --------------- |
| I. liga 1933/34    | 5      | 1    | 450    | SK Židenice     |
| I. liga 1936/37    | 2      | 0    | 180    | SK Rusj Užhorod |
| CELKEM I. ČS. LIGA | 7      | 1    | 630    |                 |